# Txim
Txim (en rus: Чим) és un poble (un possiólok) de la República de Komi, a Rússia, segons el cens del 2020 tenia 314 habitants.